# Das bemooste Haupt oder Der lange Israël
Das bemooste Haupt oder Der lange Israël ist ein Schauspiel in vier Aufzügen von Roderich Benedix. Die Uraufführung erfolgte 1839 in Wesel. Das heute vergessene Drama war Benedix’ erstes Stück und ein großer Bühnenerfolg, der es ihm ermöglichte, fortan als Schriftsteller zu leben.

## Inhalt
Ein „bemoostes Haupt“ meint in der damaligen Studentensprache einen Studenten mit vielen Semestern. Um einen solchen Langzeitstudenten handelt es sich bei Fritz Alsdorff, Kandidat der Theologie und seit 15 Jahren (also 30 Semestern) ohne Abschluss. Dabei ist er ein Tugendheld und wurde allein durch die Umstände gehindert – beide Eltern starben kurz nach Antritt des Studiums und er war zwischendurch schwer erkrankt. Dabei half er immer anderen aus der Klemme, wie der Bericht seines Stiefelputzers Strobel in II/2 zeigt.
Der eigentliche dramatische Konflikt entsteht – ähnlich wie in Schillers Trauerspiel Kabale und Liebe – dadurch, dass die korrupte Gerichtspräsidentin Roth ihre Nichte Amalie gegen ihren Willen mit einem Marquis verheiraten will. Eigentlich liebt Amalie den Hauptmann Billstein, einen Jugendfreund Alsdorffs, der wiederum aus Not eingewilligt hat, die Präsidentin zu heiraten.
Alsdorff gelingt es, die erzwungenen Verlöbnisse zu lösen und der Präsidentin das Handwerk zu legen. Er wird aus der Stadt verwiesen, die Dinge regeln sich aber in seinem Sinn. Im Dorf seiner Jugend übernimmt er die Pfarre und lebt dort mit seiner langjährigen Verlobten Hannchen sowie mit dem Hauptmann und Amalie.
Das Stück enthält einige Genreszenen aus dem Studenten- bzw. Verbindungsleben.

## Hörspielfassung
- 1926: Das bemooste Haupt. Schauspiel in vier Akten – Bearbeitung (Wort): Kurt Lesing; Regie und Sprecher: Nicht angegeben (Sendespiel (Hörspielbearbeitung) – ORAG Königsberg; Erstsendung: 22. Mai 1926; Livesendung ohne Aufzeichnung)